# Benvenut Petač
Benvenut Sigmund grof Petač (von Petazzi) Socerbski (17. januar 1699 - 25. december 1784) je bil častnik v avstrijski vojaški službi. Izhajal je iz vplivne tržaške plemiške družine, ki je bila leta 1632 povzdignjena v grofovski čin.

## Vojaška kariera
Po tržaško-benečanski vojni, na začetku 16. stoletja, je Grad Socerb, tudi grad Strmec prešel pod avstrijsko lastništvo. Leta 1615 so Benečani poskušali v vojni zavzeti ta grad, ki ga je branil baron Benvenut Petač  (Petazzi), ki je imel zasebno vojsko Uskokov. Leta 1622 je cesar Ferdinand II. Habsburški  baronu Benvenutu Petaču prodal  grad Socerb in grad Švarcenek imenovan tudi Završnik (ta je stal nad vasjo, ki se danes imenuje Podgrad pri Vremah). Leta 1632 je cesar tega Petača povišal v naziv grof Socerbski. Ta Benvenut je leta 1630 postal tudi tržaški glavar.

Benvenut Sigismund Petač (Petazzi), ki je izgleda vnuk prej omenjenega pa je sto let kasneje večinoma služil v Hrvaški vojni krajini. Leta 1746, potem ko je bil pred tem kapitan območja Žumberak/Gorjancev, je postal prvi poveljnik Slunjskega polka, ustanovljenega leta 1746 , t.i. "Petačevi Karlovško-Slunjski Graničarji". Leta 1769 je polk dobil ime Pehotni polk št. 63 iz 1746/5 "Graničarji". Petač je 20. septembra 1746 z napredovanjem v generalnega narednika dosegel čin generala. 25. januarja 1757 je postal Feldmarschallleutnant, 19. aprila 1764 pa je bil povišan v Feldzeugmeistra s činom 19. oktobra 1761.

## Versko zatiranje pravoslavnih priseljencev na Žumberaku
Leta 1755 je grof Benvenut Petač postal poveljnik Karlovškega generalata v Hrvaški vojni krajini in ta položaj zadržal do 1763.  Na tem položaju se je med drugim proslavil s tem, da je skušal z vsemi sredstvi, ki so mu bili na voljo, v nasprotju z dokumentiranimi srbskimi nacionalnimi privilegiji, tudi po izrecni potrditvi cesarice Marije Terezije, omejevati in spodkopavati verske pravice pravoslavnih Uskokov ali Srbov. Tudi več opozorilnih pisem Petaču in še ena potrditev srbskih narodnih privilegijev Marije Terezije leta 1759 ga ni prepričala, da bi popustil. To je povzročilo tolikšen nemir med srbskim prebivalstvom, da je sremskokarlovaški metropolit, Pavle Nenadović (1749–1768), duhovni vodja pravoslavnih Srbov Habsburškega cesarstva , leta 1762 osebno odpotoval na Dunaj, da bi zahteval prenehanje tamkajšnjih zlorab in verskih preganjanj. 

## Posesti
- Socerb , (tudi Strmec) (1555 – 1702)
- Črni kal , (1622 – 1702)
- Švarcenek , (tudi Završnik) pri Divači (1590 – 1800)
- Novi grad  pri Podgradu, Ilirska Bistrica, (1620 – 1768)
- Brlog-Grad, ob Kolpi na Hrvaškem (1740 - 1784)
- Ozalj ob Kolpi (1702 – 1725)
- Ribnik pri Karlovcu (1702 – 1809)
- Žusem pri Celju (1724 – 1787)
- Dvorec Sežana, v Sežani (1700 - 1817)
- Dvorec Dulna, Hrpelje-Kozina (1685 - 1754)